# Nescicroa papuana
Nescicroa papuana är en insektsart som först beskrevs av Brancsik 1898.  Nescicroa papuana ingår i släktet Nescicroa och familjen Diapheromeridae. Inga underarter finns listade i Catalogue of Life.